# Bulbine sedifolia
Bulbine sedifolia är en grästrädsväxtart som beskrevs av Rudolf Schlechter och Karl von Poellnitz. Bulbine sedifolia ingår i släktet bulbiner, och familjen grästrädsväxter. Inga underarter finns listade i Catalogue of Life.